# Hermival-les-Vaux
Hermival-les-Vaux é uma comuna francesa na região administrativa da Normandia, no departamento Calvados. Estende-se por uma área de 13,73 km². Em 2010 a comuna tinha 845 habitantes (densidade: 61,5 hab./km²).